# Teres I
Teres I (in greco antico: Τήρης?; ... – 445 a.C.) fu il primo re degli Odrisi.
Fu re dall'inizio del V secolo a.C. al 445 a.C., anche se l'ultima data non è del tutto certa. Ebbe almeno due figli, Sparadoco e Sitalce, ed una figlia, sposata al re scita Ariapite.
Il regno degli Odrisi fu il primo ed il più forte stato tracio mai esistito e nacque dall'unione di una quarantina di popoli traci sotto Teres. L'area iniziale del regno si estendeva solo sulla Tracia orientale, e Tere passò gran parte della propria vita in guerre e scontri con altri popoli traci. Nel 445 a.C. morì in battaglia contro i Triballi un'altra potente tribù tracia, e i due figli divennero re dopo di lui.